# Chen Chien-jen
Chen Chien-jen (chinois traditionnel : 陳建仁 ; chinois simplifié : 陈建仁 ; pinyin : Chén Jiànrén ; EFEO : Tch'en Tsien-jen), né le 6 juin 1951 dans le district de Cishan (en), est un épidémiologiste et homme d'État taïwanais. Il est vice-président de la République de 2016 à 2020, et Premier ministre de Taïwan du 31 janvier 2023 au 20 mai 2024.
Épidémiologiste de formation, il a été vice-président de l'Academia sinica, le premier établissement de recherche de Taïwan. Il est également membre du conseil d'administration de l'université catholique Fu-Jen et a été professeur titulaire de la chaire Robert J. Ronald de Fu Jen,,. Il s'engage en politique à partir de 2003 en devenant ministre au département de la Santé jusqu'en 2005. Il est élu vice-président de la République en 2016 comme indépendant, en tant que colistier de Tsai Ing-wen, candidate du Parti démocrate progressiste (PDP). Il n'est pas candidat à un second mandat en 2020. Il devient Premier ministre en janvier 2023 après avoir rejoint le PDP en 2022.

## Biographie

### Jeunesse
Chen Chien-jen est né dans le district de Cishan (en), dans le comté de Kaohsiung, en 1951, faisant partie d'une fratrie de huit enfants. Son père, Chen Hsin-an, a exercé comme magistrat dans le comté de Kaohsiung de 1954 à 1957. La mère de Chen, Chen Wei Lien-chih, s'occupait d'une garderie.

### Carrière scientifique
Chen a obtenu un mastère en santé publique décerné par l'université nationale de Taïwan, et a reçu son doctorat en sciences dans le domaine de la génétique humaine et de l'épidémiologie par l'université Johns-Hopkins en 1977 et 1982. Il a commencé sa carrière médicale en faisant des recherches sur l'hépatite B, et a contribué à la sensibilisation au sujet du vaccin contre la maladie à Taiwan. Chen a effectué des recherches plus poussées sur le risque de cancer du foie pour les personnes souffrant de l'hépatite B. Chen a également découvert un lien entre l'arsenic et la maladie du pied noir. La recherche sur l'arsenic a conduit à la révisions internationales des standards de santé quant à l'exposition à l'arsenic.

### Carrière politique

#### Ministre
Chen occupe le poste de ministre au département de la Santé de 2003 à 2005. En tant que tel, il a été félicité pour sa gestion efficace de l'épidémie de SRAS par des procédures de quarantaine et de dépistage, en dépit de la non-adhésion de Taiwan à l'Organisation mondiale de la santé qui complique la coordination des efforts de recherche. Chen a dirigé le conseil national des Sciences de 2006 à 2008.

#### Vice-président de la République
Le 16 novembre 2015, Chen Chien-jen a été confirmé que Chen serait le colistier de Tsai Ing-wen pour former le ticket électoral du Parti démocrate progressiste durant l'élection présidentielle taïwanaise de 2016 après les spéculations des médias plus tôt dans le mois,. Au cours de sa campagne, Chen fut connu sous le surnom de Frère Da-jen (大仁哥), d'après un personnage dépeint par Chen Bo-lin dans le drame romantique In Time with You (en). Chen est le premier catholique candidat au poste de vice-président à se présenter lors des présidentielles de Taiwan. Le 16 janvier 2016, Tsai et Chen ont remporté d'une victoire écrasante l'élection présidentielle. 
Le 20 mai 2016, Chen prend ses fonctions en tant que vice-président. Il n'est pas candidat à un second mandat en 2020, et l'ancien Premier ministre Lai Ching-te lui succède comme colistier de la présidente sortante Tsai qui est largement réélue.

#### Premier ministre

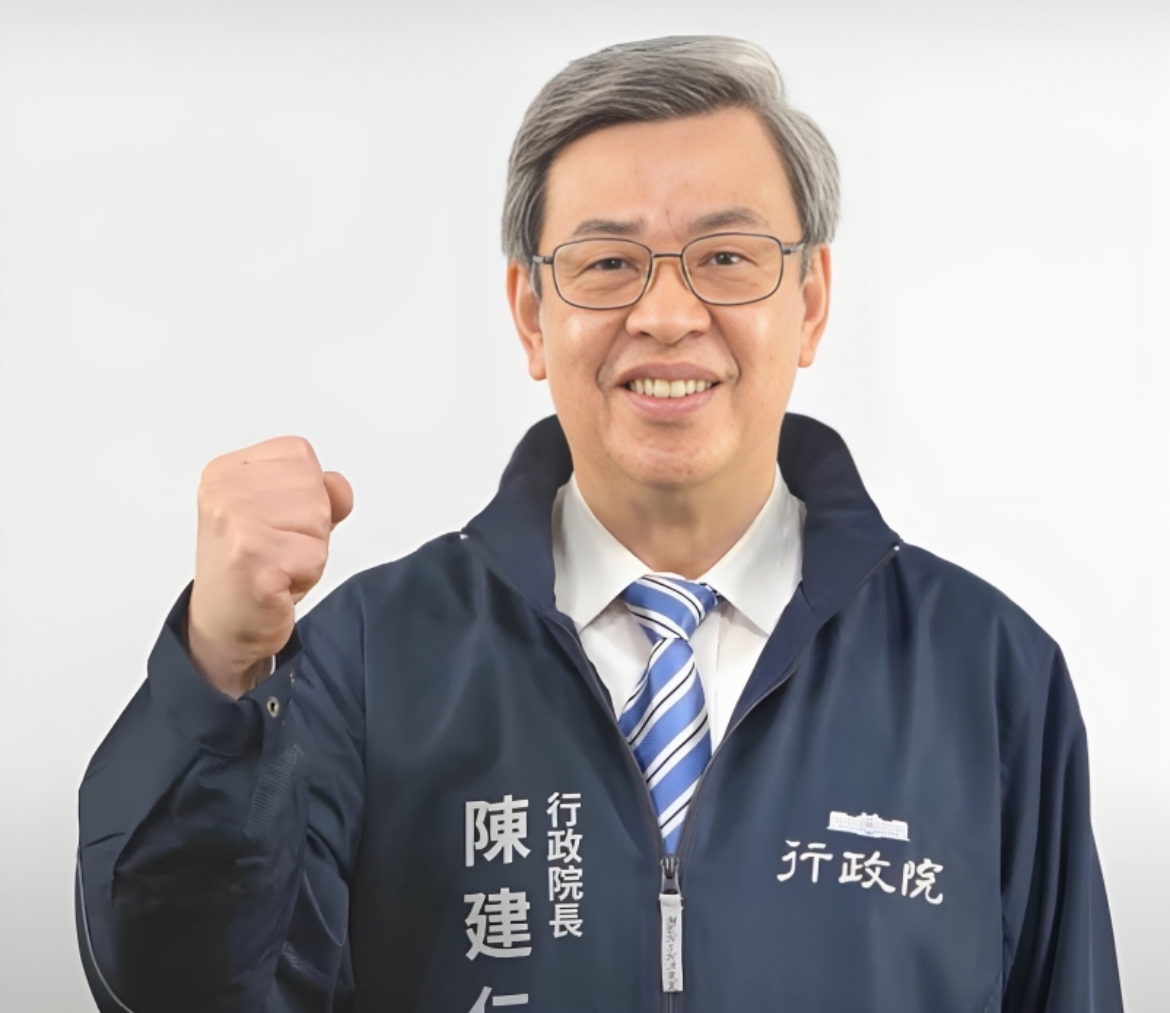
Chen Chien-jen en 2023.

Chen Chien-jen rejoint le Parti démocrate progressiste en 2022 et est nommé Premier ministre de Taïwan le 31 janvier 2023.
Cho Jung-tai est désigné pour succéder à Chen à la tête du Yuan exécutif par le nouveau président élu Lai Ching-te, vainqueur de l'élection présidentielle de 2024.

## Honneurs et récompenses
- 2005 Prix présidentiel de la Science (Sciences de la vie)[18]
- 2009 Officier de l'ordre des Palmes académiques (France)[18]
- 2010 Chevalier de l'ordre de Saint Grégoire le Grand (Vatican)[19]
- 2013 Chevalier de l'ordre du Saint-Sépulcre (Vatican)[19]
- 2017 National Academy of Sciences Associés étrangers (États-Unis)[20]
- 2020 Doctorat honoris causa de l'université nationale Sun Yat-sen[21]